# Point Me at the Sky
1968. december 17-én jelent meg a Pink Floyd ötödik kislemeze, a Point Me at the Sky. A dalt Roger Waters és David Gilmour írta, témája a közeljövőbeni (2005) túlnépesedés és élelmiszerhiány. Mivel a felvétel minősége hagy némi kívánnivalót maga után, a szöveget többféleképpen teszik közzé attól függően, hogy ki hogyan hallja azt. A kislemez az előzőhöz hasonlóan közelébe sem került a slágerlistáknak, ezért a zenekar tizenegy évig nem adott ki újabb kislemezt. Viszont a B-oldalon hallható Careful with That Axe, Eugene a koncertek állandó darabjává vált.
A Pink Floyd következő kislemeze az 1979-ben megjelent Another Brick in the Wall, Part II volt a The Wall című albumról.

## Közreműködők
- David Gilmour – gitár, ének
- Roger Waters – basszusgitár, vokál
- Richard Wright – billentyűs hangszerek, vokál
- Nick Mason – dob, ütőhangszerek

### Produkció
- Norman Smith – producer